# FK Iwacewicze
FK Iwacewicze (biał. ФК Івацэвічы) – białoruski klub piłkarski z siedzibą w mieście Iwacewicze. Należy do białoruskiej drugiej ligi.
W latach 2016–2018 klub brał udział w rozgrywkach ligi obwodowej obwodu brzeskiego. W 2018 FK Iwacewicze awansowało do II ligi białoruskiej.